# مجلة الأديب
مجلة الأديب مجلة أدبية لبنانية مقرُّها في بيروت. أسَّسها وحرَّرها الشاعر اللبناني ألبير أديب، وكان عنوانها يشير إلى لقبه. صدرت المجلة ما بين 1942- 1983.

## التاريخ والتعريف
تأسست مجلة الأديب في بيروت في يناير 1942. على يد مؤسسها ومحررها الشاعر ألبير أديب. بالإضافة إلى العمل الأدبي، غطت المجلة مقالات عن الفنون والعلوم والسياسة وعلم الاجتماع. ودعمت المجلة الحداثة وأصبحت متنفسًا للمثقفين من مختلف الخلفيات. أيدت المجلة الرأي القائل بأن القصائد لا ينبغي أن تعتمد بالضرورة على الأوزان المشجعة للقصائد النثرية.

## المساهمون
توقفت مجلة الأديب بعد نشر العدد الأخير بتاريخ أغسطس 1983. وتم أرشفة بعض أعدادها في المتحف الفلسطيني.كانت المجلة تصدر مقالات ليس فقط لكتاب لبنانيين، بل أيضًا لشخصيات عربية أخرى من مختلف البلدان. ومع ذلك، كان لديهم جميعًا اعتقاد بأن الحقوق الفردية هي حجر الزاوية في النظام المدني. وكان من بين المساهمين اللبنانيين الرئيسيين رائف خوري، عمر فاخوري، الياس أبو شبكي، الياس خليل زكريا، ميشيل طراد وغبريال جبور. ومن بين المساهمين المنتظمين الآخرين وديع فلسطين من مصر، وإدموند رباط من سوريا عيسى ناعوري، وثريا ملحس من الأردن. في العدد الأول بتاريخ كانون الثاني/يناير 1942، نشر الصحفي اللبناني جبران أندراوس تويني مقالاً قال فيه إنه لا ينبغي دعم القواعد الديكتاتورية بل الدول الديمقراطية. نشر الشاعر صلاح الأسير مقالاً مثيراً للجدل عام 1944 في جريدة الأديب وضع فيه تصنيفاً للشعراء العرب المعاصرين حسب بلدهم الأصلي. لكنه لم يذكر أي شاعر من أصل فلسطيني في القائمة. وقال مساهم آخر، إسحاق موسى الحسيني، إن الوصول إلى الشعراء الفلسطينيين وغيرهم من الشخصيات الأدبية لم يكن سهلاً على القراء لأنهم لم ينشروا كتباً، بل اقتصرت مساهماتهم على مجلات معينة.